# Chlorion lobatum lobatum
Chlorion lobatum lobatum là một phân loài côn trùng cánh màng trong họ Sphecidae, thuộc chi Chlorion. Loài này được Fabricius miêu tả khoa học đầu tiên năm 1775.